# Východní konference (NHL)
Východní konference (anglicky Eastern Conference, francouzsky Conférence de l'Est) je jedna ze dvou konferencí severoamerické hokejové NHL, do kterých jsou rozděleny týmy v této soutěži. Druhou z nich je Západní konference.
Založena byla v roce 1974 pod názvem Konference Prince z Walesu (nebo Walesova konference, anglicky Prince of Wales Conference a Wales Conference), když NHL přerozdělila své kluby do dvou konferencí a čtyř divizí. Protože toto rozdělení nebylo odvozeno od geografického umístění týmů, byly pro konference i divize použita jména významných osob, v tomto případě prince z Walesu. Toto rozdělení NHL bylo opět změněno v roce 1981, aby odpovídalo geografii. Jméno Walesově konferenci zůstalo a byly do ní zařazeny týmy z východní části Ameriky. Název konference byl na současný geografický změněn v roce 1993, aby byl přístupný i pro nehokejové fanoušky. Důvodem byla i skutečnost, že geografické názvy pro své konference a divize už tehdy využívaly i další velké americké sportovní soutěže (NBA, NFL, MLB).
Podle původního názvu se předává vítězi Východní konference trofej s názvem Prince of Wales Trophy.

## Divize
Walesova konference původně sestávala z Adamsovy divize a Norrisovy divize. Roku 1981 proběhla výměna divizí; Norrisova divize přeřazena do Konference Clarence Campbella a do Walesovy konference se nově dostala Patrickova divize. Při změnách v roce 1993 byly obě divize zrušeny a nahrazeny nově vzniklou Atlantickou a Severovýchodní divizí. K dalšímu přeuspořádání došlo roku 1998, kdy se součástí konference stala nově vytvořená Jihovýchodní divize. Ta byla v roce 2013 zrušena a její týmy se přesunuly do zbylých dvou divizí, které od té doby tvoří Západní konferenci. Zároveň došlo k jejich přejmenování: z Atlantické se stala Metropolitní divize a ze Severovýchodní se stala Atlantická divize.
| Atlantická divize   | Metropolitní divize   |
| ------------------- | --------------------- |
| Boston Bruins       | Carolina Huricanes    |
| Buffalo Sabres      | Columbus Blue Jackets |
| Detroit Red Wings   | New Jersey Devils     |
| Florida Panthers    | New York Islanders    |
| Montreal Canadiens  | New York Rangers      |
| Ottawa Senators     | Philadelphia Flyers   |
| Tampa Bay Lightning | Pittsburgh Penguins   |
| Toronto Maple Leafs | Washington Capitals   |